# Politique en Nouvelle-Calédonie
En Nouvelle-Calédonie, le clivage politique traditionnel est celui qui oppose les courants indépendantistes de gauche aux courants loyalistes de droite. Ce paysage se diversifie au fur et à mesure que l'enjeu est, plus que le statut de l'île, sa gestion.

## Partis politiques

### Loyalistes
Né face à la montée de la revendication indépendantiste dans les années 1970, le camp non-indépendantiste, souvent appelé également « loyaliste », a longtemps été fédéré au sein du Rassemblement pour la Calédonie dans la République (RPCR) de Jacques Lafleur, fondé en 1977 sous le nom de Rassemblement pour la Calédonie (RPC), et dénommé Le Rassemblement-UMP de 2004 à 2014 puis tout simplement Le Rassemblement. Mais depuis les années 1990 et la signature des Accords de Matignon et de Nouméa, le leadership de Lafleur a fortement été remis en question et a conduit à la création de plusieurs partis politiques, à quoi s'ajoutent les mouvements qui ont toujours été hostiles au RPCR. Depuis la défaite de ce dernier aux élections provinciales du 9 mai 2004 en Province Sud et le retrait de Jacques Lafleur du devant de la scène politique, cette division s'est accentuée. Si la tendance non-indépendantiste n'était représentée après le scrutin de 2004 que par trois partis au Congrès, il est dispersé, à la veille de l'élection suivante de 2009, entre cinq formations au sein de l'assemblée locale à quoi s'ajoutent quatre autres mouvements. Toutefois, entre 2009 et 2022, plusieurs coalitions et rapprochements se créent ou se défont, dont notamment deux coalitions électorales pour les provinciales de 2014,, une principale lors des élections de 2019 et deux lors des élections législatives en 2022. Dans ce paysage, trois principales forces siègent au Congrès depuis une nouvelle recomposition en 2022 : 
- L'Avenir en confiance : à l'origine nom d'une liste menée par Sonia Backès des Républicains calédoniens suivie de Thierry Santa du Rassemblement-LR dans le Sud où elle remporte la victoire, avec des équivalents dans le Nord (Agissons pour le Nord du maire Rassemblement-LR de Kouaoua Alcide Ponga) et aux Îles Loyauté (Avec nous de l'ancien sénateur UMP et militant des Républicains calédoniens Simon Loueckhote), elle est la formation qui a obtenu le plus de voix dans l'ensemble de la Nouvelle-Calédonie aux élections provinciales du 12 mai 2019. Elle a donné son nom aux principaux groupes politiques à l'Assemblée de la Province Sud et au Congrès à la suite de ce scrutin et jusqu'en 2022. Elle se veut initialement la réunion de l'ensemble des « loyalistes » face aux indépendantistes et aux « nationalistes » (qualificatif attribué à Calédonie ensemble), et défend un programme à la fois fermement non-indépendantiste (proposant d'organiser au plus vite les deux autres référendums d'autodétermination prévus par l'accord de Nouméa en espérant clore ainsi la revendication indépendantiste), de renouvellement de la classe politique, libéral sur le plan économique et conservateur sur les questions de sécurité[5]. Après l'élection présidentielle française de 2022 et le départ des partis ayant soutenu Emmanuel Macron pour former Les Loyalistes, L'Avenir en confiance se retrouve réduit à n'être plus que le deuxième groupe non-indépendantiste du Congrès, toujours présidé par Virginie Ruffenach du Rassemblement-LR, avec une ligne plus conservatrice, provincialiste (demandant « la prééminence des provinces et le principe de différenciation » entre les politiques menées par ces collectivités) mais également plus modérée quant à l'attitude à adopter vis-à-vis des indépendantistes dans les discussions sur l'avenir institutionnel de l'archipel[6]. Ses conseillers à l'Assemblée de la Province Sud créent pour leur part le groupe « Agissons pour le Sud » (pour faire écho au groupe déjà existant au sein de l'assemblée du Nord), laissant le nom « L'Avenir en confiance » aux représentants des Loyalistes. Depuis 2022, ses membres restants sont :
  - Le Rassemblement-Les Républicains (Rassemblement-LR) : le courant non-indépendantiste historique, fondé en 1977 sous le nom de Rassemblement pour la Calédonie (RPC) par Jacques Lafleur et devenu en 1978, après son affiliation au RPR national de Jacques Chirac, Rassemblement pour la Calédonie dans la République (RPCR) puis Rassemblement-UMP après la création de l'UMP et finalement Rassemblement-LR depuis la transformation du nom du parti de la droite française en Les Républicains en 2015. Son leader fut jusqu'en 2005 le député (de 1978 à 2007) et président de l'Assemblée de la Province Sud (de 1989 à 2004) Jacques Lafleur, son fondateur. Pierre Frogier, également député (de 1996 à 2011) puis sénateur (de 2011 à 2023) ainsi que président du gouvernement (de 2001 à 2004), du Congrès (de 1995 à 1997 et de 2007 à 2009) et de l'Assemblée de la Province Sud (de 2009 à 2012), lui a succédé. En 2018, il démissionne pour laisser la présidence à Thierry Santa, qui a dirigé à son tour le Congrès (de 2015 à 2018) puis le gouvernement (de 2019 à 2021). Il démissionne pour raisons personnelles en décembre 2022 au profit d'Alcide Ponga, maire de Kouaoua (depuis 2014) et conseiller provincial du Nord (depuis 2019), qui devient donc président par intérim. Le RPCR gérait traditionnellement jusqu'en 2004 la Province Sud et disposait jusqu'alors de la majorité au Congrès. S'il est dans l'opposition entre 2004 et 2007, il reste le premier parti du territoire en nombre de voix, les deux députés de la Nouvelle-Calédonie ont tous été issus de ses rangs de 1986 à 2012 et il contrôle toujours de 2001 à 2008 6 communes sur 33 dont la plus importante, celle de Nouméa. Il redevient un parti de la majorité à partir de 2007 dans le cadre d'un « accord-cadre » avec son principal adversaire d'alors, L'Avenir ensemble, puis en redevenant la force dominante entre 2009 et 2014. Les élections législatives de 2012 puis les élections municipales et les élections provinciales de 2014 marquent un échec sévère pour le parti, qui non seulement pour la première fois de son histoire n'est plus le premier parti néo-calédonien en nombre de suffrages, mais perd de plus les deux sièges à l'Assemblée nationale qu'il détenait depuis 1986 ainsi que la mairie de Nouméa qui était sienne depuis la création du parti en 1977. Ayant momentanément soutenu un « contrat de gouvernance solidaire » avec les autres formations indépendantistes jusqu'en décembre 2014 puis une « Plateforme commune » avec Calédonie ensemble, le MPC et Tous Calédoniens et finalement L'Avenir en confiance depuis 2019, il a été dans l'opposition de 2014 à 2017, de 2018 à 2019 et depuis 2021. Il contient dans ses rangs des gaullistes mais aussi des représentants des autres tendances traditionnelles de la droite française, il défend généralement des positions conservatrices en matière sociale, fiscale et politique (notamment le maintien du système de statu quo de 1989, à savoir de deux camps, non-indépendantistes et indépendantistes, dominés chacun par un grand parti, respectivement le Rassemblement et l'Union calédonienne) et libérales en matière économique. Il est associé à l'UMP (bien que ce partenariat est remis en question en 2013) puis au parti Les Républicains fondé en 2015.
  - Tous Calédoniens : parti créé en 2014 par Pascal Vittori et d'autres élus locaux de Brousse ayant quitté L'Avenir ensemble. Défendant des positions centristes, Pascal Vittori étant par ailleurs le délégué régional du Nouveau Centre (NC) puis de Les Centristes (LC), il est également sur une ligne ruraliste de défense des intérêts des agriculteurs et des éleveurs « broussards ». Bien représenté dans les conseils municipaux de la Grande Terre (contrôlant depuis les élections de 2020 deux mairies : Boulouparis avec Pascal Vittori et Koumac avec Wilfrid Weiss), il n'a qu'un seul élu provincial (Wilfrid Weiss dans le Nord) et n'a, en revanche, jamais eu aucune représentation dans les institutions de la Nouvelle-Calédonie. Proche initialement de Sonia Backès, il l'a suivi dans son ralliement aux Républicains en 2015, mais a rompu avec elle pour participer à la création de la « Plateforme » en 2017 et est devenu depuis un allié du Rassemblement.
  - Front national (FN) puis Rassemblement national (RN) dont la fédération locale, créée en 1984 sous l'impulsion de l'écrivain de roman noir Alain Fournier-Camille (A.D.G.) et du maire de Thio de l'époque (exclu de l'UC en 1976) Roger Galliot, est emmenée depuis février 2019 par Alain Descombels. Il s'est opposé aux accords de Matignon comme à l'accord de Nouméa, ainsi qu'à la montée des deux drapeaux sur les édifices néo-calédoniens. Il défend une position assimilationniste et départementaliste concernant l'avenir institutionnel de l'archipel. Il a retrouvé en 2021 un siège au Congrès et à l'Assemblée de la Province Sud, après 12 ans d'absence dans ses deux institutions, Guy-Olivier Cuénot ayant fait dissidence des Républicains calédoniens pour le RN le 9 septembre 2021[7].
- Ensemble : coalition électorale pour présenter des candidatures communes entre tous les partis ayant soutenu Emmanuel Macron lors des élections nationales de 2022 devenue une confédération dirigée par Sonia Backès des Républicains calédoniens. Ses deux candidats sont alors élus députés. Toutefois, elle comprend en son sein deux forces, dont une autre coalition formant un groupe commun au Congrès (sous le nom « Les Loyalistes ») et à l'Assemblée de la Province Sud (ayant gardé le nom d'un groupe préexistant, L'Avenir en confiance, pourtant porté au Congrès par une alliance rivale), et un parti qui continue de mener dans les institutions une stratégie souvent distincte de ces derniers : 
  - Calédonie ensemble : fondé le 11 octobre 2008 par des dissidents de L'Avenir ensemble qui se veulent les héritiers de l'esprit et de la philosophie qui a fait, selon eux, le succès du parti en 2004. Emmené par Philippe Gomès, président de l'Assemblée de la Province Sud de l'époque, et Marie-Noëlle Thémereau, ancienne tête de liste en 2004 et ancienne présidente du gouvernement de 2004 à 2007, il emporte avec lui l'immense majorité des élus de L'Avenir ensemble à l'Assemblée de la Province Sud et au Congrès. Il est arrivé en deuxième position en Province Sud en 2009, derrière le Rassemblement-UMP. Ayant accepté de participer à une « Entente républicaine » avec les autres partis non-indépendantistes, Philippe Gomès obtient ainsi la présidence du gouvernement local jusqu'en 2011 et le parti détient également deux des trois vice-présidences à l'assemblée de la province sud. Seulement, de plus en plus en désaccord avec le Rassemblement-UMP et l'Avenir ensemble à partir de 2010, le parti est poussé dans l'opposition en 2011. Il remporte les deux sièges de députés à pourvoir lors des élections législatives de 2012 et a réussi à obtenir la présidence du Congrès pour l'un de ses membres, Gérard Poadja, de 2012 à 2013. Plusieurs dissidents d'autres partis politiques l'ont rejoint depuis 2011 : Robert Frouin (ancien maire RPCR puis DECA puis Alliance puis L'Avenir ensemble de Koumac de 1989 à 2008, a commencé à montrer son soutien à Calédonie ensemble à partir de 2011), Robert Courtot (maire de Pouembout de 2008 à 2020 en étant initialement adhérent à L'Avenir ensemble, il se rapproche de Calédonie ensemble à partir de 2011 mais le quitte en 2018 pour rejoindre les indépendantistes de l'Union calédonienne), Corine David (élue au Congrès et à l'assemblée provinciale Sud en 2009 sous l'étiquette L'Avenir ensemble, elle a participé en 2011 à la création de l'UDC qu'elle a quittée pour adhérer à Calédonie ensemble en 2012), Jean-Luc Régent (élu de 2010 à 2014 au Congrès et à l'assemblée provinciale Sud pour le RPC, il quitte ce parti en 2012 et adhère à Calédonie ensemble en 2013), Silipeleto « Fiu » Muliaakaka (élu en 2009 comme Rassemblement-UMP au Congrès et à l'assemblée provinciale Sud, il quitte ce parti pour Calédonie ensemble en août 2013 mais n'y reste que jusqu'en novembre 2013 avant d'y revenir en mars 2014 et d'en partir à nouveau pour Les Républicains calédoniens en décembre 2017) ou Nicole Robineau (conseillère RPCR de l'Assemblée de la Province Sud de 1999 à 2004 devenue l'une des dirigeantes et des fidèles du RPC de Jacques Lafleur puis de sa fille Isabelle Lafleur à partir de 2006, élue avec cette dernière sur la liste UCF au Congrès et à l'assemblée provinciale Sud en 2014, elle rejoint Calédonie ensemble en juillet 2015). Classé au centre droit avec une idéologie essentiellement sociale-libérale, Calédonie ensemble défend généralement des positions progressistes en matière sociale (les deux députés ont voté pour la loi légalisant le mariage et l'adoption pour les couples de même sexe, tandis que le parti propose généralement une augmentation des revenus des ménages jugés les plus modestes par des aides ou un salaire minimum accru, une baisse de la fiscalité directe sur ces derniers compensée par une augmentation sur les tranches considérées comme les plus aisées), libérales sur le plan politique (critiquant tout particulièrement le maintien d'un statu quo sur le paysage médiatique au profit de radios ou de chaînes directement ou indirectement contrôlées par le Rassemblement-UMP ou l'Union calédonienne), interventionnistes voire dirigistes et protectionnistes en matière d'économie (prônant par exemple la création d'une loi antitrust locale appliquée par une autorité de la concurrence indépendante, la prise de contrôle à 51 % par les collectivités publiques néo-calédoniennes de la Société Le Nickel ou la mise en place de restrictions aux importations dans les secteurs où une production locale existe), une application souvent qualifiée d'« à la lettre » de l'accord de Nouméa (s'opposant ainsi à la proposition des « deux drapeaux » de Pierre Frogier au profit d'un drapeau commun et demandant d'aller jusqu'au référendum de sortie qui doit selon le parti être « éclairé », les non-indépendantistes devant ainsi avant le scrutin proposer leur vision du statut de la Nouvelle-Calédonie dans la France et les indépendantistes devant spécifier quel serait le futur État souverain) et un non-indépendantisme teinté d'une certaine forme de « nationalisme calédonien ». Les deux députés élus en 2012 (Philippe Gomès et Sonia Lagarde) ont adhéré à sa création à l'Union des démocrates et indépendants (UDI), parti et fédération politique du centre et du centre droit de Jean-Louis Borloo, tandis qu'un autre cadre du mouvement, Léonard Sam, a été candidat aux élections européennes de 2014 comme tête de la liste  « UDI • MoDem • Les Européens • Liste soutenue par François Bayrou et Jean-Louis Borloo » dans la section Pacifique de la Circonscription Outre-Mer. De même, une partie assez importante des élus et dirigeants du parti (les députés Philippe Gomès et Sonia Lagarde, les élus Nicolas Metzdorf, Corine Voisin et Nicole Robineau) ont officiellement pris position, à titre individuel, pour la candidature d'Alain Juppé dans le cadre de la primaire ouverte de la droite et du centre de 2016 pour l'élection présidentielle de 2017. De plus, la plupart de ces personnalités ont appelé à voter pour Emmanuel Macron contre Marine Le Pen au second tour de cette présidentielle (Sonia Lagarde l'avait fait avant le premier tour, mais a depuis quitté le parti), tandis que les deux nouveaux députés élus aux législatives de juin 2017 (Philippe Gomès de nouveau et Philippe Dunoyer) ont rejoint le groupe Les Constructifs : républicains, UDI, indépendants, et le sénateur élu en septembre 2017, Gérard Poadja, s'est pour sa part apparenté au groupe Union centriste. D'autres personnalités (Nicolas Metzdorf et Nina Julié, qui ont à leur tour fait dissidence en 2019, mais aussi Dominique Molé ou Annie Qaézé, entre autres), ont adhéré en 2018 à La République en marche (LREM). Puis le parti soutient officiellement dès le premier tour Emmanuel Macron pour sa réélection à la présidentielle de 2022 et s'associe aux formations loyalistes ayant fait de même pour soutenir des candidats communs aux législatives qui suivent : c'est ainsi que Philippe Dunoyer est réélu député dans la première circonscription, tandis que Philippe Gomès se retire dans la seconde au profit de Nicolas Metzdorf de Générations NC. Tous deux élus, ils vont rejoindre le groupe Renaissance et donc la majorité présidentielle à l'Assemblée nationale. Pour les législatives anticipées de 2024, le parti présente ses propres candidats (Philippe Dunoyer à nouveau et Gérard Poadja) avec l'investiture du parti Horizons, en opposition à ceux des Loyalistes, mais ils sont éliminés dès le premier tour. Cependant, Calédonie ensemble refuse toute affiliation à un parti national.
  - Les Loyalistes : coalition initialement formée en juillet 2020 sous le nom « Les Loyalistes » pour organiser une campagne commune pour le « non » lors du référendum de 2020 sur l'indépendance de la Nouvelle-Calédonie du 4 octobre 2020, elle est devenue un groupe politique de 12 membres au Congrès de la Nouvelle-Calédonie le 13 avril 2022. Elle aussi menée par Sonia Backès et présidée, pour ce qui est du groupe, par Françoise Suvé, toutes deux du parti Les Républicains calédoniens, elle comprend :
    - Mouvement populaire calédonien (MPC) : parti créé en 2013 par des dissidents du Rassemblement-UMP, surtout issus de la jeune garde et emmenés par l'ancien député Gaël Yanno, dont le but affiché est de se recentrer sur un discours et une stratégie d'opposition à l'indépendance et aux indépendantistes, et de rapprochement entre les différentes forces « loyalistes ». Il est conservateur sur les questions sociales et fiscales, libéral sur les plans politiques et économiques. Il a signé une convention de partenariat avec l'UMP en décembre 2013, a participé à la création en 2015 du parti métropolitain Les Républicains mais n'y est plus associé depuis son refus de rejoindre la coordination locale créée en juillet 2015. À l'origine, ses dirigeants, dont surtout Gaël Yanno, ont été proches de la ligne de Jean-François Copé, mais ils ont soutenu en 2016 Alain Juppé pour la primaire ouverte de la droite et du centre en vue de l'élection présidentielle de 2017. Le numéro deux du mouvement, Gil Brial, par ailleurs vice-président de l'assemblée de la Province Sud, a d'ailleurs été le président du comité de soutien en Nouvelle-Calédonie de l'ancien Premier ministre de Jacques Chirac. Mais, rangés derrière François Fillon après cette primaire, ces mêmes dirigeants ont tous explicitement appelé à voter pour Marine Le Pen contre Emmanuel Macron au second tour de cette présidentielle. Gaël Yanno, qui n'a pas soutenu le départ de son parti de la « Plateforme commune » ni du groupe de dialogue sur l'avenir, a été mis en minorité et un congrès a confirmé sa destitution de la présidence qui revient à Gil Brial. Ils rejoignent la coalition L'Avenir en confiance pour les élections provinciales de 2019, qu'ils remportent dans le Sud. Puis, pour l'élection présidentielle de 2022, contrairement à cinq ans auparavant, le MPC et ses dirigeants soutiennent tous Emmanuel Macron dès le premier tour, provoquant alors leur départ de L'Avenir en confiance.
    - Les Républicains calédoniens : d'abord groupe politique ainsi qu'une coalition formés en juillet 2017 sur la base de l'ensemble des formations (L'Avenir ensemble d'Harold Martin, le Rassemblement pour la Calédonie d'Isabelle Lafleur, le Mouvement de la diversité de Simon Loueckhote, le Mouvement républicain calédonien de Philippe Blaise) et personnalités (Didier Leroux, Pierre Bretegnier, Grégoire Bernut) ayant soutenu Sonia Backès au second tour des élections législatives du mois précédent, contre Philippe Dunoyer de Calédonie ensemble qui lui avait le soutien de la « Plateforme commune », tous d'anciens dissidents de plus ou moins longue date du Rassemblement et membres de 2015 à 2017 du groupe des Républicains qui finissent par se constituer en parti politique en décembre 2017. Ils défendent une reformulation de la question de la consultation de sortie de l'accord de Nouméa, sont très critiques envers Calédonie ensemble et son meneur Philippe Gomès et sont assez proches sur les questions économiques et sociales (tous partageant un programme plutôt libéral), ils accusent la « Plateforme » de n'être qu'une alliance de circonstance pour des partages de postes plutôt qu'une coalition avec un véritable programme et proposent en échange une « union sacrée » qui serait plus équilibrée[8]. Elle comprend de nombreuses personnalités alors isolées et sans parti : Sonia Backès qui avait quitté Le Rassemblement en 2013 pour fonder avec Gaël Yanno le MPC, qui avait mené la liste de l'UCF aux provinciales de 2014 avant de quitter cette fédération de partis en 2015 pour prendre la présidence du groupe Les Républicains de Nouvelle-Calédonie ; Grégoire Bernut qui était un militant de L'Avenir ensemble avant de devenir membre de la direction du Rassemblement en 2013, il quitte ce parti en 2017 et a été candidat comme suppléant d'Harold Martin aux élections législatives de juin 2017 ; Nicole Andréa-Song qui a quitté le Rassemblement, dont elle était une militante historique, en juillet 2017 ; Didier Leroux, qui n'est plus élu depuis 2014, qui a dirigé plusieurs formations opposées au Rassemblement entre les années 1990 et 2000, délégué local du MoDem, a apporté son soutien successivement au Front pour l'unité, aux Républicains puis à Sonia Backès. À leurs côtés, plusieurs formations non-indépendantistes désormais relativement modestes en nombre d'élus se retrouvent dans cette alliance, après avoir été soit membres du FPU, des Républicains ou de l'UCF. Ils constituent l'une des deux principales forces constitutives de la coalition L'Avenir en confiance pour les élections provinciales de 2019, Sonia Backès prenant la tête de la liste qui remporte la victoire en Province Sud, ce qui lui permet d'obtenir la présidence de cette assemblée provinciale. Par la suite, LRC soutient activement et unanimement Emmanuel Macron lors des deux tours de l'élection présidentielle de 2022, entraînant son départ de L'Avenir en confiance. À la suite des scrutins nationaux de 2022, Sonia Backès est nommée au sein du gouvernement d'Élisabeth Borne en tant que secrétaire d'État, faisant de LRC le premier mouvement politique néo-calédonien à être représenté au sein de l'exécutif français. Le parti est présidé depuis sa fondation par Sonia Backès.
    - Générations NC : parti formé en 2019 par deux dissidents de Calédonie ensemble, Nicolas Metzdorf et Nina Julié, à la suite des élections provinciales de cette année-là. Ils reprochent entre autres à Calédonie ensemble d'avoir voulu monter une alliance avec plusieurs partis indépendantistes pour contrer la nouvelle majorité L'Avenir en confiance à l'Assemblée de la Province Sud. Ils dénoncent également un fonctionnement trop vertical du parti dirigé par le député Philippe Gomès[9],[10]. Ses principaux membres ont rejoint La République en marche (LREM) avant la création de Générations NC et défendent une ligne centriste[11], non-indépendantiste mais régionaliste[12], écologiste[13], progressiste sur le plan social[14] et centraliste concernant les institutions néo-caléoniennes (proposant notamment la suppression ou la diminution des compétences provinciales)[12]. Ce mouvement n'a jamais rejoint L'Avenir en confiance, mais a fait campagne commune avec cette dernière pour le « non » lors des consultations sur l'indépendance de 2020 et 2021. Il est présidé par Nicolas Metzdorf, qui a été élu député Renaissance de la 2e circonscription en 2022 grâce à la confédération « Ensemble ».

### Indépendantistes

Drapeau indépendantiste

L'action politique indépendantiste naît à la fin des années 1960 avec la création de deux groupes d'extrême gauche : les Foulards rouges et le Groupe 1878. L'indépendantisme se développe ensuite dans les années 1970, notamment avec l'action de Jean-Marie Tjibaou qui théorise le concept d'Indépendance kanak socialiste (IKS) et fonde le Front indépendantiste en 1979, puis le Front de libération nationale kanak et socialiste (FLNKS) en 1984. Très combatif durant les événements du début des années 1980, au cours desquels il s'oppose parfois violemment aux colons et aux anti-indépendantistes du RPCR, Tjibaou amène le mouvement indépendantiste à signer les accords de Matignon et de Nouméa, acceptant le principe de coopération entre les différentes ethnies du territoire, tout en gardant toujours l'essentiel de ses bases au sein de la population kanak. Tout comme le camp loyaliste, l'indépendantisme a connu de fortes divisions, que ce soit sur la stratégie globale ou les éléments de tactique politique, ou encore à propos de sujets dépassant la simple question d'opposition ou de soutien à l'indépendance.
- Front de libération nationale kanak et socialiste (FLNKS), fondé en 1984 par Jean-Marie Tjibaou, regroupe un ensemble de partis indépendantistes plus ou moins autonomes, qui se divisent particulièrement à partir des années 1990[15], avant d'en revenir à une stratégie unitaire pour les élections législatives de 2007 [16]. Il revendique toujours l'idée de l'indépendance basée sur le principe du nationalisme kanak, mais avec des degrés variables et différentes versions de socialisme :
  - Union calédonienne (UC) : le plus ancien parti néo-calédonien encore existant, fondé en 1953 par les anciens députés Maurice Lenormand et Rock Pidjot sur une base autonomiste et de cohabitation entre les différents groupes culturels du Territoire, il adopte officiellement la revendication de l'indépendance lors de son congrès de Bourail en 1977 sous l'impulsion de Jean-Marie Tjibaou. Il s'agit de la composante du FLNKS la plus proche idéologiquement du centre, de la démocratie chrétienne et du socialisme mélanésien. Traversée par plusieurs tendances, l'UC défend généralement l'instauration d'une indépendance-association avec la France ainsi que le « statu quo » issu des accords qui passe, selon elle, par le maintien d'un équilibre institutionnel qui serait partagé par les seuls signataires historiques de ces accords, à savoir Le Rassemblement et elle.
  - Union nationale pour l'indépendance (UNI) : alliance électorale entre plusieurs composantes du FLNKS autour du Palika à l'époque où ce dernier s'opposait de manière frontale à l'Union calédonienne, et servant de ciment au maintien d'une unité au sein du FLNKS de 2001 à 2007 :
    - Parti de libération kanak (Palika) : fondé en 1975 par la fusion de plusieurs groupuscules indépendantistes dont les Foulards rouges et le Groupe 1878, il a longtemps constitué la tendance la plus radicale du FLNKS et, s'il a largement modéré son propos aujourd'hui vis-à-vis du mouvement non-indépendantiste et de l'État, il reste la composante la plus à gauche du front indépendantiste, proche des idéaux marxistes et se réclamant du socialisme scientifique.
    - Union progressiste en Mélanésie (UPM) : fondé en 1974 par des dissidents kanaks de l'Union calédonienne (avant que cette dernière ne prenne officiellement parti pour l'indépendance), il s'agit d'un petit parti dont la revendication porte essentiellement sur les revendications foncières de la population mélanésienne de l'archipel et sur des positions de tendance trotskiste.

  - Rassemblement démocratique océanien (RDO) : fondé en 1994 par Aloisio Sako à la suite d'une scission de l'Union océanienne, il fédère la faction socialiste et indépendantiste des membres de la communauté wallisienne et futunienne. Membre de l'UNI de 2004 à 2009, il est au contraire depuis 2009 devenu un allié fidèle de l'Union calédonienne.

- Dynamik unitaire Sud (DUS) : mouvement créé en 2011 par des dissidents du Palika en Province Sud, autour de l'élu provincial Sylvain Pabouty. Favorable à une unité forte au sein du FLNKS, il est allié à l'UC et est très critique à l'égard de Paul Néaoutyine et de l'UNI.
- UC Renouveau : parti dissident de l'Union calédonienne dans les Îles Loyauté fondé en 2004, non reconnu comme une composante du FLNKS, allié d'abord à l'UNI de mai à décembre 2009 puis à l'Union calédonienne.
- Libération kanak socialiste (LKS) : fondé en 1981 par Nidoïsh Naisseline, grand-chef du district de Guahma à Maré et ancien fondateur des Foulards rouges, du Groupe 1878 puis du Palika, il a quitté ce dernier avec son aile modérée pour protester à l'époque contre le choix de son ancien parti de quitter le Front indépendantiste. À l'origine plutôt de tendance marxiste, il a évolué rapidement vers le socialisme réformiste et a toujours incarné un indépendantisme plus modéré que celui du FLNKS, refusant notamment la politique de confrontation et de boycott des élections locales adopté par le front indépendantiste durant les Évènements. Il est partisan d'un dialogue permanent avec les non-indépendantistes et d'une indépendance gagnée par le respect du jeu institutionnel, et soutien depuis lors les candidats du PS aux élections présidentielles. Il est surtout présent à Maré, fief électoral et coutumier de Nidoïsh Naisseline, et dans les Îles Loyauté.
- Fédération des comités de coordination indépendantistes (FCCI) : fondé en 1998 par des dissidents du FLNKS refusant la stratégie de ce dernier d'attendre des contreparties minières pour ouvrir des négociations avec le camp loyaliste. Parfois considéré comme la droite du courant indépendantiste, de par son alliance entre 1999 et 2004 avec le RPCR, il refuse toute idée d'indépendance ethnique et souhaite un dialogue permanent avec les non-indépendantistes. Elle est en perte de vitesse, n'ayant plus aucun élu au Congrès de la Nouvelle-Calédonie ni dans les Assemblées de Province, il reste toutefois bien implanté dans certaines communes du nord de la Nouvelle-Calédonie (Kaala-Gomen et les îles Belep, dans une moindre mesure Canala).
- Front pour le développement des îles Loyauté (FDIL) : fondé en 1993 par des dissidents de l'Union calédonienne aux Îles Loyauté emmenés par Cono Hamu, elle a participé en 1998 à la fondation de la FCCI avant de s'en détacher en novembre 2004 et de retrouver une existence autonome.
- Parti travailliste : parti récemment créé en 2007 sur la base de l'un des principaux syndicats du territoire, l'Union syndicale des travailleurs kanaks et des exploités (USTKE), connu pour ses actions sociales musclées. Nettement plus à gauche et plus radical que le FLNKS, dont il reproche l'élitisme et la bureaucratie, il allie lutte sociale militante et revendication indépendantiste radicale, appelant ouvertement à obtenir la souveraineté quoi qu'il arrive au terme du dispositif de l'accord de Nouméa (qu'il a toujours critiqué). Il s'oppose également à toute forme de mouvement migratoire originaire de l'extérieur vers la Nouvelle-Calédonie. Il est proche des milieux altermondialistes et est soutenu par José Bové ainsi que par le Nouveau Parti anticapitaliste. Depuis 2010 surtout, c'est un allié électoral et institutionnel de l'Union calédonienne.

Le nationalisme kanak est largement soutenu par le gouvernement chinois, déjà principal sponsor du Groupe Fer de lance mélanésien. Ainsi, d'après un rapport de l'Institut de recherche stratégique de l'École militaire, la Chine considère la Nouvelle-Calédonie comme une « cible prioritaire » pour ses ressources minières et ses eaux territoriales, sur laquelle elle a notamment lancé une campagne de propagande intense visant à l'intégrer dans son réseau d'influence.

### Partis communautaires wallisiens et futuniens
Régulièrement depuis les années 1980, des forces politiques se sont constituées pour défendre spécifiquement les intérêts de la communauté wallisienne et futunienne tout en refusant de s'inscrire complètement dans un des deux blocs loyalistes ou indépendantistes. Deux d'entre elles ont eu des élus à l'Assemblée provinciale du Sud et au Congrès :
- l'Union océanienne (UO) : créée en mai 1989 par Kalépo Muliava, ancien condisciple du leader indépendantiste Jean-Marie Tjibaou au séminaire et déjà candidat sans succès à plusieurs scrutins au début des années 1980, afin de rapprocher sa communauté avec les Kanak[19]. L'UO obtient 6,2 % des suffrages et 2 des 32 sièges à pourvoir (Muliava et Aléfosio Lakina[20]) lors des élections provinciales du 11 juin 1989. Cet essor est toutefois de courte durée, puisque l'UO souffre du décès de sa figure tutélaire, Kalépo Muliava, en août 1989. Elle se scinde bientôt en deux factions : l'une, emmenée par le vice-président Aloïsio Sako secondé par Tino Manuohalalo, souhaite que le parti prenne clairement position en faveur de l'indépendance, tandis que l'autre, dirigée par le nouveau président du mouvement Mikaële Hema, désire conserver sa tradition de neutralité en la matière. La division est consommée en avril 1992, les deux camps revendiquant pendant un temps le nom et la légitimité de l'UO tandis que deux candidatures rivales sont présentées aux élections législatives de 1993 dans chacune des circonscriptions. Les pro-indépendantistes (Paulo Vakalepu dans la 1re et Aloïsio Sako dans la 2e) totalisent 1 255 voix, contre 943 aux tenants de la position centriste (Aléfosio Lakina dans la 1re, avec Mikaële Hema comme candidat suppléant, et Anthony Wendt dans la 2e)[21],[22]. Le 12 février 1994, le groupe d'Aloïsio Sako fonde le Rassemblement démocratique océanien (RDO) qui va rejoindre en 1996 le FLNKS]. L'UO continue de présenter des listes dans le Sud lors des élections provinciales de 1995, 1999 (au travers d'une liste d'union avec d'autres petits mouvements centristes, écologistes ou divers gauche, baptisée « Citoyens ensembles ») et 2004, mais n'a jamais alors dépassé les 2 % des voix et n'a plus jamais retrouvé d'élu.
- le Rassemblement océanien pour une Calédonie plurielle (ROC Plurielle) : présidé par Mikaële Tuifua, soutenu par son autre leader de la gauche libérale Seleone Tuulaki, secrétaire général du mouvement, et Jean-Pierre Selefen, ancien militant de la FCCI, est né d'une transformation du Rassemblement océanien pour la Calédonie, lui-même créé en janvier 2004 en vue des élections provinciales de cette année-là et à la suite des événements ethniques de Saint-Louis. Visant à « sensibiliser sur les problèmes dont souffre la communauté wallisienne et futunienne » et sur « l’épuration ethnique de Saint-Louis », le ROC était initialement censé réfléchir à une alliance sur une liste non-RPCR. Mais ce nouveau mouvement s'oriente petit à petit vers la constitution d'une nouvelle liste ethnique, provoquant le départ de certains de ses dirigeants, dont Jean-Baptiste Felomaki, pour le Front national. Il s'est rebaptisé ROC Plurielle en 2008 pour se préparer aux élections provinciales du 10 mai 2009. Présent cette fois-ci avec un programme de tendance sociale, il défend la notion de « destin commun » définie par l'Accord de Nouméa et dans lequel les wallisiens et futuniens doivent avoir toute leur part, et au rapprochement océanien entre Polynésiens et Mélanésiens. Il se déclare totalement indépendant des loyalistes qu'il accuse d'être à l'origine de l'entretien du clivage entre Kanaks et Polynésiens.
- L'Éveil océanien (L'ÉO) : créé le 2 mars 2019 par de jeunes membres de la communauté wallisienne et futunienne, comme Milakulo Tukumuli, Veylma Falaeo et le fils de Kalépo Muliava, Vaimu'a Muliava, qui se disent inquiets du clivage ethnique qui, selon eux, a été ravivé par le référendum de 2018 sur l'indépendance de la Nouvelle-Calédonie. De plus, ils veulent à leur tour défendre les intérêts de cette communauté, jugée sous-représentée dans les institutions et marginalisée dans la société néo-calédonienne, en vue des élections provinciales du 12 mai 2019[23]. Ayant obtenu un certain succès lors de ce scrutin, avec 8,56 % des suffrages exprimés de la Province Sud pour quatre élus à l'Assemblée provinciale et trois au Congrès, il joue ensuite le rôle de parti charnière de la vie politique néo-calédonienne, se présentant lui-même comme un « faiseur de démocratie »[24]. Il est souvent présenté, dans les médias et par les analystes politiques locaux, comme étant dans la continuité de l'Union océanienne[25]. Concernant l'avenir institutionnel, il ne donne pas de consigne de vote pour le référendum de 2020[26] puis un « Non, pas maintenant » pour celuis de 2021. Le mouvement juge en effet par la voix de son président Milakulo Tukumuli que la Nouvelle-Calédonie ne dispose pas en 2021 des capacités d'assumer le poids d'une souveraineté, citant notamment la crise sanitaire liée au Covid-19 ayant conduit l'archipel à s'endetter à hauteur de 448 millions d'euros sur deux ans, malgré les 128 millions de subventions, 400 000 doses de vaccins et l'aide des quelque 300 médecins fournis par l'État français[27]. S'il juge que le référendum « ne sera pas juridiquement contestable », il estime qu'il constituera néanmoins un « non-sens politique » en raison de l'absence des indépendantistes, qui empêchera, selon lui, sa prise en compte lors des négociations post-référendaires[27]. Puis, dans le cadre de ces négociations, il défend un statut de 30 ans au sein de la République française, avec les 15 premières années pour mener des réformes de fond et relancer l'économie de l'archipel et les 15 suivantes pour construire une souveraineté en partenariat avec la France[28].

### «Progressistes» et «Accordistes»
À côté de ces deux blocs qui dominent traditionnellement le paysage politique néo-calédonien, de nouvelles formations sont apparues depuis les années 1990 dans le but de sortir de ce clivage. Pour autant, aucun de ces mouvements n'a obtenu d'élus autres qu'à l'échelon municipal (essentiellement Jean-Raymond Postic, conseiller municipal de Nouméa de 1995 à 2008) :
- Génération destin commun : fédération plusieurs petits mouvements et associations fédérées autour de Jean-Raymond Postic et héritière des différents partis fondés par ce dernier depuis 1995 : Génération calédonienne de 1995 à 2002, le Mouvement pour réussir l'Accord de Nouméa (MPRAN) de 2002 à 2003 puis Calédonie mon pays en décembre 2003. Se définissant comme « ni loyaliste, ni indépendantiste, mais simplement "accordistes" »[29], il n'hésite pas à s'allier avec les indépendantistes du FLNKS lors des élections municipales de 2001 à Nouméa, où il est réélu (il était déjà conseiller municipal depuis 1995) en seconde position sur la liste « Alternative citoyenne » emmenée par l'Union calédonienne Gérald Cortot. Pour lui, la priorité est de sortir du clivage traditionnel et de se concentrer sur la mise en application pleine et entière de l'Accord de Nouméa, en particulier des notions de « citoyenneté calédonienne » et de « destin commun ». Il appelle aussi à une définition rapide des signes identitaires (drapeau, hymne, nom de pays, devise, graphie des billets de banque) pour qu'ils servent de symboles rassembleurs de l'ensemble de la population néo-calédonienne.
- Les Progressistes : section locale du Parti socialiste (PS) métropolitain créée en 1981 et qui a pris son nom actuel en 2016, il s'agit d'un petit mouvement généralement allié électoralement au FLNKS et plus particulièrement à l'UNI mais qui a ouvertement pris position à partir des années 2010 pour le maintien dans la France.

## Coalitions
La politique néo-calédonienne a connu de longues périodes avec un parti dominant seul : l'Union calédonienne de 1953 à 1972, le RPCR de 1984 à 1995 et l'Avenir ensemble de 2004 à 2007 (minoritaire mais avec le soutien informel de plusieurs autres formations, le plus souvent le FLNKS). Le reste du temps, des accords, alliances ou coalitions ont été mis en place pour dégager des majorités, parfois entre des mouvements ayant des positions et idéologies très différentes.
- 1973 - 1976 : alliance entre la droite locale composée de l'Entente démocratique et sociale (EDS) conservatrice libérale de Roger Laroque, du Mouvement libéral calédonien (MLC) autonomiste modérée de Georges Nagle et de l'Union démocratique (UD) gaulliste de Georges Chatenay, et une partie de la gauche autonomiste comprenant l'Union multiraciale (UMNC jusqu'en 1975) de Yann Céléné Uregeï et l'Union progressiste multiraciale (UPM, créée en 1974) d'André Gopoea.
- 1976 - 1977 : coalition des partis autonomistes (UC de Rock Pidjot et Maurice Lenormand, UPM), de gauche (Parti socialiste calédonien d'Alain Bernut) et de l'UMNC devenue indépendantiste.
- 1977 - 1978 : « bloc non-indépendantiste » entre le Rassemblement pour la Calédonie (RPC) de Jacques Lafleur, le MLC de Jean Lèques, l'Union de Nouvelle-Calédonie (UNC) autonomiste et centriste de Jean-Pierre Aïfa, l'Union pour la renaissance de la Calédonie (URC) d'inspiration radicale de Théophile Wakolo Pouyé et Edwige Antier-Lagarde, l'Entente toute ethnies (ETE) de Raymond Mura et l'UD de Gaston Morlet.
- 1979 - 1982 : coalition non-indépendantiste entre le RPCR de Jacques Lafleur (droite associée au RPR métropolitain) et la Fédération pour une nouvelle société calédonienne (FNSC, centre autonomiste proche de l'UDF) de Jean-Pierre Aïfa.
- 1982 - 1984 : alliance entre le Front indépendantiste (FI, fondée en 1979 comme une confédération unissant l'UC, le PSC, le Front uni de libération kanak ou FULK qui est l'ex-UMNC et le LKS) de Jean-Marie Tjibaou et la FNSC de Jean-Pierre Aïfa.
- 1989 - 1995 : « pacte de non-agression » entre les deux principales forces historiques de chaque camp, le RPCR de Jacques Lafleur et l'Union calédonienne de François Burck.
- 1998 - 1999 : majorité favorable à l'accord de Nouméa entre le RPCR de Jacques Lafleur (qui n'avait plus qu'une majorité relative depuis 1995), la FCCI de Raphaël Mapou, Léopold Jorédié et François Burck et le mouvement non-indépendantiste accordiste « Renouveau » de Thierry Valet, dissident d'Une Nouvelle-Calédonie pour tous (UNCT).
- 1999 - 2004 : majorité RPCR-FCCI.
- 2004 - 2007 : domination dans les institutions, sans alliance ni coalition, du nouveau parti non-indépendantiste L'Avenir ensemble de Harold Martin, Marie-Noëlle Thémereau, Didier Leroux et Philippe Gomès, pourtant minoritaire, mais constitutions de « majorités de projets » en fonction des textes présentés. En règle générale, les partis opposés au Rassemblement-UMP qu'ils soient non-indépendantistes (le FN local de Guy George) ou indépendantistes (l'UC de Pascal Naouna, le LKS de Nidoïsh Naisseline) votent aux côtés de L'Avenir ensemble.
- 2007 - 2009 : « accord-cadre » non-indépendantiste entre l'Avenir ensemble de Harold Martin et le Rassemblement-UMP de Pierre Frogier.
- 2009 - 2011 : « pacte de stabilité » ou « entente républicaine » non-indépendantiste entre le Rassemblement-UMP de Pierre Frogier, Calédonie ensemble de Philippe Gomès, l'Avenir ensemble de Harold Martin et le LMD de Simon Loueckhote.
- 2011 - 2012 : coalition transpartisane entre les non-indépendantistes du Rassemblement-UMP de Pierre Frogier et de l'Avenir ensemble de Harold Martin, et les indépendantistes du groupe FLNKS (dominé par l'UC de Charles Pidjot associé au RDO d'Aloïsio Sako, à des dissidents du Palika du Sud emmenés par Sylvain Pabouty qui finissent par former la DUS et à l'UC Renouveau de Jacques Lalié) de Rock Wamytan et du Parti travailliste de Louis Kotra Uregei.
- mai - décembre 2014 : « contrat de gouvernance solidaire » non-indépendantiste entre Calédonie ensemble de Philippe Gomès, le FPU de Pierre Frogier, Harold Martin et Cynthia Ligeard et l'UCF de Gaël Yanno, Isabelle Lafleur et Philippe Blaise.
- de juillet 2015 à juin 2017 : entente pour le partage des responsabilités institutionnelles entre le groupe Les Républicains de Pierre Frogier, Harold Martin, Sonia Backès, Isabelle Lafleur et Thierry Santa et Calédonie ensemble de Philippe Gomès ; coopération des partis non-indépendantistes sur un certain nombre de questions liées à la sortie de l'accord de Nouméa (corps électoral essentiellement) ; opposition fortes sur les plans économiques et sociaux entre d'une part Calédonie ensemble souvent soutenu sur ces questions par les indépendantistes, et d'autre part Les Républicains et l'UCF.
- juillet 2017 - juin 2018 : « Plateforme commune » qui se traduit par un intergroupe entre Calédonie ensemble de Philippe Gomès, Le Rassemblement de Pierre Frogier et Thierry Santa et le MPC de Gaël Yanno et Gil Brial, le plus important groupe du Congrès mais qui n'a pas la majorité.
- juin 2019 - août 2024 : « Majorité océanienne » entre les indépendantistes et L'Éveil océanien au Congrès, qui se traduit par un intergroupe entre l'UC de Daniel Goa, le LKS de Basile Citré et Omayra Naisseline, la DUS de Sylvain Pabouty, l'UC Renouveau de Jacques Lalié et L'Éveil océanien de Milakulo Tukumuli de juillet 2020 à avril 2022 et d'août à septembre 2022. Cette alliance porte Roch Wamytan (UC) à la présidence du Congrès lors des élections du bureau de cette assemblée en 2019, 2020, 2021, 2022 et 2023, ainsi que Milakulo Tukumuli à celle de la commission permanente lors des renouvellements de 2021, 2022 et 2023. Enfin, cela a permis aux indépendantistes d'obtenir une majorité au dix-septième gouvernement de Nouvelle-Calédonie, permettant à Louis Mapou (UNI) d'être le premier président indépendantiste du gouvernement.

## Élus

### AuCongrès de la Nouvelle-Calédonie

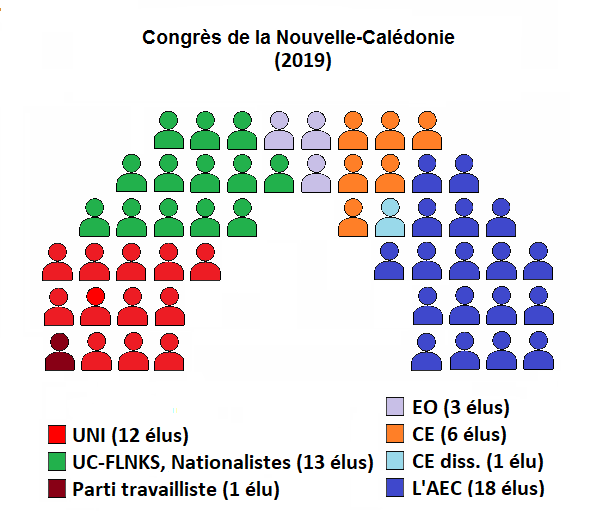
Composition depuis les élections du 12 mai 2019.
N.B. : CE : Calédonie ensemble - L'AEC : L'Avenir en confiance - EO : L'Éveil océanien

Le Congrès de la Nouvelle-Calédonie est composé de 54 membres issus proportionnellement des trois Assemblées de Province élus tous les 5 ans au suffrage universel direct par les citoyens calédoniens (ceux pouvant attester d'une présence sur le territoire avant 1998) au scrutin proportionnel de listes à un tour. L'actuel Congrès, dans sa cinquième mandature depuis l'accord de Nouméa, est issu des élections provinciales du 12 mai 2019, et sa composition au 16 janvier 2025 est la suivante :
- Non-indépendantistes : 28 élus sur 54 :
  - Intergroupe Les Loyalistes (présidente du groupe : Françoise Suvé, Les Républicains calédoniens-Renaissance) : 11 élus, dont :
    - Les Républicains calédoniens : 7 élus
    - MPC : 2 élus (Gil Brial et Marie-Jo Barbier)
    - Générations NC : 1 élu (Nicolas Metzdorf)
    - Dissident du Rassemblement : 1 élu (Brieuc Frogier)

  - Rassemblement (présidente du groupe : Virginie Ruffenach, Le Rassemblement-LR) : 6 élus, dont :
    - Le Rassemblement-LR : 4 élus
    - FN : 1 élu (Guy-Olivier Cuénot)
    - Tous Calédoniens : 1 élu (Wilfrid Weiss)

  - Calédonie ensemble (président du groupe : Philippe Michel) : 6 élus
  - Dissidents du Rassemblement (non-inscrits) : 2 élus (Yoann Lecourieux, Aniseta Tufele)
  - L'Éveil océanien (non-inscrits, ont voté pour le candidat indépendantiste à la présidence du Congrès jusqu'en 2024 puis leur candidate a été élue à cette fonction avec le soutien des votes non-indépendantistes en 2024) : 3 élus (Milakulo Tukumuli, Veylma Falaeo, Vaimu'a Muliava)
- Indépendantistes : 26 élus sur 54 :
  - FLNKS-UC et Nationalistes (président du groupe : Pierre-Chanel Tutugoro, FLNKS-UC) : 13 élus, dont :
    - FLNKS-UC : 10 élus
    - DUS : 1 élu (Sylvain Pabouty)
    - LKS : 1 élue (Omayra Naisseline)
    - Parti travailliste : 1 élue (Wadrilé Wright)

  - UNI (président du groupe : Jean-Pierre Djaïwé, FLNKS-Palika) : 12 élus, dont :
    - FLNKS-Palika : 11 élus
    - FLNKS-UPM : 1 élu (Jean Creugnet)

  - Dissidente du FLNKS-UC : 1 élue (Marie-Line Sakilia)

Depuis le 29 août 2024, la présidente du Congrès est Veylma Falaeo (L'Éveil océanien, Province Sud).

### Dans les Assemblées de Province
Les Accords de Matignon ont divisé la Nouvelle-Calédonie en trois provinces :
- la Province Sud, la plus peuplée qui correspond plus ou moins à la moitié sud de la Grande Terre et à l'île des Pins
- la Province Nord, correspondant à un peu plus de la moitié nord de la Grande Terre et aux îles Belep,
- la Province des îles Loyauté qui comprend les îles de Lifou, Maré et Ouvéa.

#### Province Sud
À la suite des élections provinciales du 12 mai 2019, comme après tous les scrutins depuis celui de 2014, aucune majorité absolue ne se dégage, même si une liste s'approche de celle-ci à une voix près. Composée de 40 membres, elle envoie 32 élus au Congrès. Durant cette mandature, sa présidente Sonia Backès depuis le 17 mai 2019, élue au deuxième tour de scrutin avec la totalité des voix de sa liste (20 voix) et une majorité de celle de la liste de L'Éveil océanien (3 voix sur 4), elle est par ailleurs présidente des Républicains calédoniens :
- Non-indépendantistes : 33 élus :
  - L'Avenir en confiance (chef de groupe : Naia Wateou) : 20 élus dont :
    - Les Républicains calédoniens : 7 élus,
    - Le Rassemblement-LR : 7 élus,
    - Mouvement populaire calédonien-LR : 3 élus,
    - Divers droite : 2 élues,
    - Tous Calédoniens : 1 élu (Lionnel Brinon).

  - Calédonie ensemble : 9 élus.
  - L'Éveil océanien (chef de groupe : Vaimua Muliava) : 4 élus.
- indépendantistes de la liste FLNKS Sud (chef de groupe : Louis Mapou) : 7 élus dont :
  - FLNKS-Palika : 3 élus,
  - FLNKS-UC : 2 élus,
  - FLNKS-RDO : 1 élu,
  - Dynamik unitaire Sud : 1 élu (Sylvain Pabouty).

#### Province Nord
Elle est composée de 22 élus, dont 15 envoyés au Congrès. Elle est présidée depuis 1999 par Paul Néaoutyine, du FLNKS-UNI-Palika.
- indépendantistes : 19 élus (dont 13 au Congrès) : 
  - UNI-FLNKS (chef de groupe : Victor Tutugoro) : 10 élus (7 au Congrès) :
    - Palika : 8 élus (6 au Congrès).
    - UPM : 2 élus (1 au Congrès).

  - FLNKS-Union calédonienne (chef de groupe : Daniel Goa) : 9 élus (6 au Congrès).
- non-indépendantistes de la liste « Agissons pour le Nord » (chef de groupe : Alcide Ponga) : 3 élus (dont 2 au Congrès), dont :
  - Le Rassemblement-LR : 1 élu (Alcide Ponga, également au Congrès),
  - Les Républicains calédoniens : 1 élue (Pascale Chiara, également au Congrès),
  - Tous Calédoniens : 1 élu (Wilfrid Weiss).

#### Province des îles Loyauté
Elle est composée de 14 élus, dont 7 envoyés au Congrès. Elle est présidée depuis 2019 par Jacques Lalié, du FLNKS-UC et président de l'UC Renouveau. Depuis les élections provinciales du 10 mai 2009, elle ne comporte plus que des indépendantistes. Ces élections ont toutefois été annulées par le Conseil d'État le 16 octobre 2009, entraînant la tenue d'un scrutin partiel le 6 décembre 2009. À la suite de ce dernier, non seulement les non-indépendantistes restent exclus de l'assemblée, mais pour la première fois depuis 1989 la liste du Palika n'a obtenu aucun siège (même si la liste « Union pour le Renouveau » menée par l'UC Renouveau a fait élire en deuxième position une membre du Palika). Toutefois, ce dernier parti retrouve une représentation (contrairement aux non-indépendantistes, qui restent exclus de l'assemblée) lors des élections provinciales du 11 mai 2014, et renforce même sa représentation au scrutin du 12 mai 2019.
- FLNKS : 10 élus (5 au Congrès), dont :
  - UC : 6 élus (3 au Congrès).
  - Palika : 4 élus (2 au Congrès).
- LKS : 2 élus (1 au Congrès).
- Parti travailliste : 2 élus (1 au Congrès).

### Dans les communes
Les communes traditionnellement détenues par le camp non-indépendantiste se situent surtout sur la côte ouest de la Grande-Terre (notamment toutes celles de la côte ouest de la Province Sud, seule la commune de Koumac étant un fief important loyaliste en Province Nord avec toutefois une forte présence sur les communes de Poya et Pouembout) et à l'île des Pins.
La côte est, les îles Belep et les îles Loyauté sont quant-à-elles des bastions indépendantistes, même si la ville de Thio dispose depuis 2004 d'un maire non-indépendantiste. Sur la côte ouest, les communes situées entre Koné et Kaala-Gomen (incluses) sont généralement considérées comme imprenables pour les non-indépendantistes, à quoi s'ajoute Poum à l'extrémité nord de la Grande-Terre.
Depuis les élections municipales de 2014, les maires des 33 communes de la Nouvelle-Calédonie et les compositions des conseils municipaux sont les suivants :

#### Province Sud
- Nouméa : Sonia Lagarde (Calédonie ensemble-UDI puis LREM) depuis 2014. Le conseil comporte 53 sièges, tous détenus par des non-indépendantistes :
  - « Calédonie ensemble » (groupe formé en 2015 par scission de « Avec nous, ça va changer ») : 21 élus.
  - « Avec nous, ça va changer » (Calédonie ensemble dissidents et sans étiquettes fidèles au maire) : 19 élus.
  - « Union pour Nouméa » (UCF) : 12 élus jusqu'en avril 2016, puis 8 élus dont :
    - MPC : 8 puis 6 élus.
    - RPC : 2 élus (jusqu'en 2016).
    - MRC : 1 élu.
    - Divers droite : 1 élu.

  - « Les Républicains » (groupe formé en avril 2016 par dissidence de certains élus du groupe « Union pour Nouméa » rejoignant l'unique élu du Rassemblement qui jusque-là siégeait comme non-inscrit) : 5 élus dont :
    - « Rassemblement » : 1 puis 2 élus.
    - RPC : 2 élus.
    - MPC diss. : 1 élue.
- Mont-Dore : Éric Gay (Rassemblement) depuis 2003. Le conseil comporte 35 sièges :
  - Non-indépendantistes : 33 élus.
    - « Rassemblement-FPU » : 27 élus.
    - « Calédonie ensemble » : 6 élus.

  - « Bien vivre au Mont-Dore pour une nation arc en ciel » (indépendantistes) : 2 élus dont :
    - FLNKS-UC : 1 élu.
    - DUS : 1 élue.
- Dumbéa : Georges Naturel (Rassemblement) depuis 2008. Le conseil comporte 35 sièges, tous détenus par des non-indépendantistes :
  - « Rassemblement-FPU » : 26 élus.
  - « Calédonie ensemble » : 5 élus.
  - « Union pour Dumbéa » (UCF-MPC) : 2 élus.
  - « Passionnément Dumbéa » (Divers droite) : 2 élus.
- Païta : Harold Martin (Avenir ensemble) depuis 1995. Le conseil comporte 33 sièges, tous détenus par des non-indépendantistes :
  - « Païta pour tous » (FPU) : 25 élus dont :
    - Avenir ensemble : 21 élus ou apparentés.
    - Rassemblement : 4 élus.

  - « Calédonie ensemble » : 8 élus.
- Bourail : Brigitte El Arbi (Divers droite) depuis 2014. Le conseil comporte 27 sièges :
  - Non-indépendantistes : 25 élus :
    - « Unis dans la diversité » (Divers droite) : 19 élus.
    - « Intérêt communal de Bourail » (apparenté Calédonie ensemble) : 4 élus.
    - « Bourail, uni pour le changement » (FPU-Rassemblement : 2 élus.

  - « FLNKS - pour une communauté de destin » (indépendantiste) : 2 élus.
- La Foa : Corine Voisin (Calédonie ensemble) depuis 2008. Le conseil municipal comporte 23 sièges :
  - Non-indépendantistes : 21 élus :
    - « La Foa, une passion commune » (Calédonie ensemble) : 19 élus.
    - « La Foa, l'évolution partagée » (Avenir ensemble) : 2 élus.

  - indépendantistes : 2 élus :
    - « La Foa autrement pour un destin commun » (proche FLNKS-UC) : 1 élu.
    - « Cîrî 2020 » (FLNKS-UNI-Palika) : 1 élu.
- Thio : Jean-Patrick Toura (FLNLS-UC) depuis 2014. Le conseil comporte 23 sièges :
  - indépendantistes : 20 élus :
    - « Thio pour tous » (FLNKS-UC et Palika) : 18 élus.
    - « Notre jeunesse au service de Thio » (FLNKS-UPM) : 2 élus.

  - Non-indépendantistes : 3 élus :
    - « Unis pour Thio » (Avenir ensemble) : 2 élus.
    - « Marchons ensemble pour construire Thio » (Rassemblement) : 1 élu.
- Boulouparis : Alain Lazare (Rassemblement) depuis 1995. Le conseil comporte 19 sièges :
  - Non-indépendantistes : 18 élus :
    - « Boulouparis en action » (Rassemblement) : 14 élus.
    - « Boulouparis en mieux » (Avenir ensemble, UCF et Calédonie ensemble) : 4 élus.

  - « Dynamique nationaliste de Boulouparis » (FLNKS-UC) : 1 élu.
- Yaté : Adolphe Digoué (FLNKS-UNI-Palika) depuis 2014 après l'avoir déjà été de 2001 à 2008. Le conseil comporte 19 sièges :
  - indépendantistes : 17 élus :
    - « FLNKS » : 15 élus.
    - « Yaté autrement » (FLNKS-UPM) : 1 élu.
    - « Liste coordination commune-tribus avec rheebu-nuu » (Rhéébù Nùù) : 1 élu.

  - « Entente pour un renouveau municipal à Yaté » (Calédonie ensemble) : 2 élus.
- île des Pins : Sarah Vendégou (FLNKS-UC) depuis 2014. Le conseil municipal comporte 19 sièges :
  - « FLNKS » : 15 élus, dont :
    - FLNKS-UC : 8 élus.
    - FLNKS-UNI : 7 élus.

  - « Rassemblement Kunie » : 4 élus.
- Sarraméa : Alexandre Némébreux (Calédonie ensemble) depuis 2014. Le conseil comporte 15 sièges :
  - Indépendantistes : 8 élus :
    - « Sarraméa FLNKS » : 6 élus.
    - « Modernité et tradition » (divers indépendantistes et Parti travailliste) : 2 élus.

  - Non-indépendantistes : 7 élus :
    - « Entente communale » (Calédonie ensemble) : 4 élus.
    - « Ensemble pour Sarraméa » (UCF) : 3 élus.
- Moindou : Léon-Joseph Peyronnet (Calédonie ensemble) depuis 2008. Le conseil comporte 15 sièges :
  - Non-indépendantistes : 10 élus :
    - « Ensemble pour Moindou » (Calédonie ensemble) : 8 élus.
    - « Union ménidolcienne » (Front pour l'unité-Rassemblement) : 2 élus.

  - « UNI Mwârû » (FLNKS-UNI) : 5 élus.
- Farino : Régis Roustan (Calédonie ensemble) depuis 2014. Le conseil comporte 15 sièges, tous détenus par des non-indépendantistes :
  - « Ensemble, pour changer Farino » (Calédonie ensemble) : 6 élus.
  - « Rassemblement des divers droites » (Rassemblement : 5 élus.
  - « Farino une équipe au service de tous » (Avenir ensemble) : 2 élus.
  - « Farino pour tous » (Calédonie ensemble dissidents) : 2 élus.

#### Province Nord
- Koné : Joseph Goromido (FLNKS-UNI-Palika) depuis 2001. Le conseil comporte 29 sièges :
  - Indépendantistes : 25 élus :
    - « FLNKS - Émergence océanienne - Koohnê » : 23 élus.
    - « Koohne travailliste » (Parti travailliste) : 1 élu.
    - « Pour un nouveau Koohne » (FCCI) : 1 élue.

  - « Koné une ville pour tous » (non-indépendantiste) : 4 élus dont :
    - Calédonie ensemble : 2 élus.
    - UCF : 1 élue.
    - Divers droite : 1 élue.
- Poindimié : Paul Néaoutyine (FLNKS-UNI-Palika) depuis 1989. Le conseil comporte 27 sièges :
  - « FLNKS » : 22 élus.
  - « Poindimié pour tous » (Calédonie ensemble et FPU) : 5 élus dont :
    - Calédonie ensemble : 3 élus.
    - Rassemblement : 2 élus.
- Houaïlou : Pascal Sawa (FLNKS-UC) depuis 2014. Le conseil comporte 27 sièges :
  - « Liste nationaliste unitaire - UC - UNI - Parti travailliste » : 21 élus dont :
    - UC : 11 élus.
    - UNI : 5 élus.
    - « Parti travailliste » : 5 élus.

  - « Waa Wi luu 2014, pour un changement durable » (Rassemblement) : 6 élus.
- Koumac : Wilfried Weiss (Avenir ensemble) depuis 2008. Le conseil comporte 27 sièges :
  - Non-indépendantistes : 20 élus :
    - « Pour le progrès communal » (FPU) : 14 élus.
    - « Tous pour Koumac, Koumac pour tous » (Calédonie ensemble) : 5 élus.
    - « Koumac démocratie » (Divers droite) : 1 élu.

  - « FLNKS - Une case, un peuple, une nation » : 7 élus.
- Canala : Gilbert Tyuienon (FLNKS-UC) depuis 2001. Le conseil comporte 23 sièges, tous indépendantistes :
  - « Union calédonienne-FLNKS - L'avenir de Canala » (FLNKS-UC) : 18 élus.
  - « Xârâcuu kame-ri » (FLNKS-UNI-Palika) : 3 élus.
  - « Nêdöö è muru - FCCI - nêdöö mê muru » : 2 élus.
- Poya : Yasmina Metzdorf (Calédonie ensemble) depuis 2014. Le conseil comporte 23 sièges :
  - « Poya nekö-horizon 2020 » (union non-indépendantiste) : 17 élus.
  - Indépendantistes : 6 élus :
    - « Union FLNKS de Poya » (FLNKS-UC et UPM) : 4 élus.
    - « Union nationale pour l'indépendance dans la diversité » (FLNKS-UNI-Palika) : 2 élus.
- Pouébo : Jean-Baptiste Dalap (FLNKS-UC) depuis 2014. Le conseil comporte 19 élus, tous indépendantistes :
  - « Union calédonienne Pweevo » : 14 élus.
  - « Pouébo avenir pour le défi du changement » (Parti travailliste-FCCI) : 3 élus.
  - « Palika Pweevo » (FLNKS-UNI-Palika) : 2 élus.
- Voh : Guigui Dounehote (FLNKS-UNI-Palika) depuis 1995. Le conseil comporte 19 sièges :
  - Indépendantistes : 14 élus :
    - « UNI » (FLNKS-UNI) : 8 élus.
    - « Parti travailliste : pour un destin commun » : 4 élus.
    - « Union citoyenne » (FLNKS-UC) : 2 élus.

  - Non-indépendantistes : 5 élus :
    - « Horizons nouveaux » (Avenir ensemble) : 3 élus.
    - « Rassemblement » : 2 élus.
- Hienghène : Daniel Goa (FLNKS-UC) depuis 2014. Le conseil comporte 19 sièges, tous indépendantistes issus d'une seule liste :
  - « FLNKS » : 19 élus.
- Ponérihouen : Pierre-Chanel Tutugoro (FLNKS-UC) depuis 2014. Le conseil comporte 19 sièges :
  - Indépendantistes : 18 élus.
    - « UC-Palika pour une commune solidaire » : 14 élus.
    - « Parti travailliste mâ tagötu jè » : 2 élus.
    - « UPM - UNI » : 2 élus.

  - « Vivre ensemble à Ponérihouen (warö naïma pwarairiwa) » (FPU) : 1 élu.
- Touho : Alphonse Poinine (FLNKS-UNI-Palika) depuis 2003. Le conseil comporte 19 sièges :
  - Indépendantistes : 16 élus :
    - « FLNKS Commune océanienne » : 14 élus.
    - « Union citoyenne pour le changement » (FLNKS-Palika diss.) : 2 élus.

  - « Tha paladjë » (union non-indépendantiste) : 3 élus.
- Ouégoa : Jacques Wahi (FLNKS-UNI-Palika) depuis 2014. Le conseil comporte 19 sièges :
  - Indépendantistes : 18 élus :
    - « FLNKS Ouégoa » : 15 élus dont :
      - FLNKS-UNI-Palika : 8 élus.
      - FLNKS-UC : 7 élus.

    - « Liste d’union citoyenne » (FLNKS-UC diss.) : 3 élus.

  - « Ouégoa pour tous » (Calédonie ensemble) : 1 élu.
- Pouembout : Robert Courtot (Calédonie ensemble) depuis 2008. Le conseil comporte 19 sièges :
  - « Mouvement citoyen » (Calédonie ensemble) : 14 élus.
  - Indépendantistes : 5 élus :
    - « Unis pour un destin commun » (FLNKS-UC dissidente) : 4 élus.
    - « Union calédonienne et avenir pluriel » (FLNKS-UC) : 1 élue.
- Kaala-Gomen : Hervé Tein-Taouva (FLNKS-UC) depuis 2014. Le conseil comporte 19 sièges :
  - « Ensemble! travaillons pour kaala-gomen » (union d'indépendantistes et non-indépendantistes opposés au maire sortant) : 15 élus dont :
    - FLNKS-UC : 7 élus.
    - FLNKS-UNI-Palika : 3 élus.
    - Parti travailliste : 3 élus.
    - Calédonie ensemble : 2 élus.

  - « Entente communale » (apolitique proche de la FCCI) : 4 élus.
- Poum : Henriette Hmae (FLNKS-UC) depuis 2008. Le conseil comporte 15 sièges, tous indépendantistes :
  - « Union citoyenne » (dissidents du FLNKS) : 12 élus dont :
    - FLNKS-UC diss. : 9 élus.
    - FLNKS-UPM diss. : 3 élus.

  - « Dynamique unitaire FLNKS » : 3 élus.
- Kouaoua : Alcide Ponga (Rassemblement) depuis 2014. Le conseil comporte 15 sièges :
  - « Terre, commune et avenir de kawiipa » (Rassemblement) : 11 élus.
  - Indépendantistes : 4 élus :
    - « FLNKS unitaire » (FLNKS-UC et UPM, Parti travailliste) : 2 élus.
    - « Diver-cité Kawipa » (FLNKS-Palika) : 2 élus.
- Bélep : Jean-Baptiste Moilou (FLNKS-UPM) depuis 2014 après l'avoir déjà été de 2001 à 2008. Le conseil comporte 15 sièges, tous indépendantistes :
  - « Dau ar pour tous » (FLNKS) : 8 élus.
  - « Belep horizon 2025 » (FCCI) : 7 élus.

#### Îles Loyauté
- Lifou : Robert Xowie (FLNKS-UC) depuis 2014 après l'avoir déjà été de 1995 à 2001. Le conseil comporte 29 sièges :
  - Indépendantistes : 27 élus :
    - « Union citoyenne ne drehu » (FLNKS, LKS, FDIL et UC Renouveau) : 24 élus.
    - « Parti travailliste » : 3 élus.

  - « Sinethel hatrene xup » (Collectif des usagers et consommateurs ne Drehu, divers) : 1 élu.
  - « L'autre voix(e) de Lifou » (union anti-indépendantiste) : 1 élu (Calédonie ensemble).
- Maré : Pierre Ngaiohni (FLNKS-UC) depuis 2014. Le conseil comporte 29 sièges, tous indépendantistes :
  - « Dynamique unitaire Nengone » : 21 élus dont :
    - FLNKS-UC diss. : 11 élus.
    - FLNKS-Palika : 6 élus.
    - Parti travailliste : 4 élus.

  - « Dynamique autochtone - LKS » : 4 élus.
  - « Entente citoyenne » : 4 élus dont :
    - FLNKS-UC : 2 élus.
    - Parti travailliste diss. : 2 élus.
- Ouvéa : Boniface Ounou (FLNKS-UNI-Palika) depuis 2014 après l'avoir déjà été de 2001 à 2008. Le conseil comporte 23 sièges :
  - Indépendantistes : 22 élus :
    - « Palika Iaai pour tous » (FLNKS-UNI-Palika) : 17 élus.
    - « Agir pour Ouvéa » (FLNKS-UC) : 4 élus.
    - « Parti travailliste » : 1 élu.

  - « L'autre voix(e) d'Ouvéa » (union non-indépendantiste) : 1 élu (LMD).

### Parlementaires
Si seuls ceux inscrits sur la liste électorale spéciale et bénéficient donc de la citoyenneté double calédonienne, tous les citoyens français de Nouvelle-Calédonie votent pour les élections nationales, dont les législatives. La Nouvelle-Calédonie dispose ainsi de deux députés depuis 1978 (un seul auparavant) et de deux sénateurs depuis 2011 (un avant cette date). De 1986 à 2012, les deux députés ont toujours été issus des rangs du RPCR, et surtout pour la circonscription comprenant Nouméa de 1978 à 2012, et ont donc tous siégé au sein des groupes RPR puis UMP durant cette période. Depuis 2012, les deux députés restent non-indépendantistes mais proviennent de Calédonie ensemble et sont devenus membres du groupe de l'Union des démocrates et indépendants (UDI) de 2012 à 2017 puis du groupe Les Constructifs : républicains, UDI, indépendants, tous deux de centre droit. De même, tous les sénateurs depuis 1958 ont été non-indépendantistes et de droite.
- Liste des députés de Nouvelle-Calédonie
- Liste des sénateurs de Nouvelle-Calédonie

## Élections présidentielles
Les électeurs calédoniens ont toujours eu une tendance gaulliste (94 % de « oui » à l'indépendance de l'Algérie), ou tout au moins de droite, aux élections présidentielles, à l'exception de celle de 1974, à laquelle François Mitterrand fut vainqueur en voix sur le territoire, et au second tour de 2017 au cours duquel l'archipel vote avec une très courte majorité des suffrages exprimés (et avec une très forte abstention) pour Emmanuel Macron contre Marine Le Pen. Elle a élu un candidat qui fut battu sur le plan national en 1974 (François Mitterrand au lieu de Valéry Giscard d'Estaing), 1981 (Valéry Giscard d'Estaing au lieu de François Mitterrand), 1988 (Jacques Chirac au lieu de François Mitterrand) et 2012 (Nicolas Sarkozy au lieu de François Hollande).
En 1965, 1974, 1995 et 2002, le candidat qu'il plaçait en seconde position au premier tour arrivait 3e sur le plan national (respectivement Jean Lecanuet, Jacques Chaban-Delmas, Édouard Balladur et Lionel Jospin). Seuls trois candidats qui furent finalement élus auraient été éliminés dès le premier tour si la Nouvelle-Calédonie avait été seule à voter : Valéry Giscard d'Estaing en 1974 (arrivé derrière François Mitterrand et Jacques Chaban-Delmas), François Mitterrand en 1988 (arrivé seulement en quatrième position, derrière Jacques Chirac, Jean-Marie Le Pen et Raymond Barre) et Emmanuel Macron en 2017 (arrivé en troisième position derrière François Fillon et Marine Le Pen).
La Nouvelle-Calédonie a offert plus de la majorité absolue de ses suffrages exprimés dès le premier tour à un candidat en 1965 (Charles de Gaulle), 1969 (Georges Pompidou) et 1988 (Jacques Chirac).
En 2007 et 2012, elle a voté à plus de 49 % pour Nicolas Sarkozy le candidat de l'UMP. En 2017, le candidat de la droite, François Fillon, arrive également en tête mais avec un score plus faible que ses prédécesseurs (31,13 %), concurrencé par un vote important pour Marine Le Pen (29,09 %).

## «Un corps électoral figé»
Il existe trois corps électoraux distincts en Nouvelle-Calédonie.
- Tous les électeurs peuvent voter pour les élections nationales (présidentielle, législatives, municipales, référendums nationaux, européennes).
- Le corps électoral pour les référendums d'auto-détermination (article 218 LOI no 99-209 du 19 mars 1999 organique relative à la Nouvelle-Calédonie) prévus aux accords de Nouméa est figé à tous ceux

1. qui étaient ou auraient pu être électeurs pour le référendum de 1998
2. ou peuvent justifier d'une durée de vingt ans de domicile continu en Nouvelle-Calédonie à la date de la consultation et au plus tard au 31 décembre 2014*.

- Le débat a porté sur le corps électoral concerné par les élections provinciales.

Pour les prochaines élections au Congrès de l'archipel issu des assemblées de province (élections provinciales), un débat avait lieu entre deux définitions du corps électoral :
- un « corps électoral figé », ou « gelé », comprenant uniquement les personnes présentes en Nouvelle-Calédonie avant le 6 novembre 1998. Cette option était soutenue par le FLNKS et Avenir ensemble (bien que se déclarant pour le principe « une personne égale une voix », ce parti soutient ce système dans le sens où il a été promis aux indépendantistes par le RPCR) ;
- un « corps électoral glissant », permettant l'extension de la citoyenneté calédonienne à toute personne pouvant justifier de 10 ans de présence continue sur le Territoire. Cette option était soutenue par Rassemblement-UMP, le RPC, nouveau parti créé par Jacques Lafleur, et le Front national.

Le Congrès réuni à Versailles le 19 février 2007 a entériné par 724 voix pour et 90 contre le gel du corps électoral.
- 6704 personnes pouvant participer aux élections provinciales viennent ainsi s'ajouter aux 18 525 électeurs exclus des possibles scrutins de sortie de l'accord (2014-2015-2016-2017-2018).Ce dernier précise que dans la mesure où le pays n'accèderait pas à l'indépendance à ce terme, et qu'aucune « solution originale » ne serait proposée par l'ensemble des signataires, l'état prendrait en compte la répartition politique des trois provinces (ex: si deux provinces sur trois sont « indépendantistes » l'indépendance sera acquise « de fait » sans possibilité de sécession et de maintien dans la république française pour la 3e).
- Toute modification relative à la composition du corps électoral et plus généralement tout amendement impliquant le texte de l'accord ne sont possibles qu'à la condition que l'ensemble des signataires historiques le souhaitent. Dans ce cas, un nouveau référendum local serait organisé afin de provoquer une révision constitutionnelle par le congrès de Versailles.

Deux lois du pays à venir vont permettre de privilégier les citoyens calédoniens pour l'accès à l'emploi.